# Дом Чечотки
Дом Чечотки (пол. Kamienica Czeczotki) — название здания, которое находится на углу улиц Висльна, 1 и святой Анны, 2 в Старом городе Кракова, Польша. Здание внесено в реестр охраняемых памятников Малопольского воеводства (№ А-352 от 9 июня 1967 года).
Здание было построено в 1651 году по проекту польских архитекторов Габриэля Слонского и Амброзия Мороса для краковского бурмистра Эразма Чечотки.
19 июня 1967 года здание было внесено в реестр памятников культуры Малопольского воеводства (№ А-352).
До 2010 года в здании располагался краковский отдел польской торговой сети «Galeria Centrum».